# Villingadalsfjall
A Villingadalsfjall egy hegy Feröer Viðoy nevű szigetén. A sziget legmagasabb és egyben az egész szigetcsoport harmadik legmagasabb hegycsúcsa. Viðareiðitől északra emelkedik.
A hegy oldalából gyönyörű kilátás tárul Borðoy, Kunoy és Kalsoy szigeteire. Tovább mászva meredek kőgörgeteg fogadja a hegymászót, de kedvező időjárás esetén tapasztalt túrázók meghódíthatják a csúcsot, és az éles gerincen elérhetik az Enniberg-fokot, Európa egyik legmagasabb tengeri sziklaszirtjét.